# 대구달서경찰서
대구달서경찰서(大邱達西警察署, Daegu Dalseo Police Station)는 대구광역시경찰청이 관할하는 경찰서 중 하나이다. 대구광역시 달서구 중 월배 지역을 관할하며, 달서구 성서 지역은 대구성서경찰서 관할이다. 대구광역시 달서구 학산로 290(월성2동 282번지)에 위치하고 있다.
서장은 총경으로 보한다.

## 기본 정보
- 주소: 대구광역시 달서구 학산로 290(월성2동 282번지)

## 연혁
- 1990년 10월 5일 달서경찰서 개서
- 1991년 12월 18일 청사 준공

## 관할 지구대·파출소
| 명칭       | 사진 | 주소        | 관할구역 | 치안센터                                     |
| ---------- | ---- | ----------- | -------- | -------------------------------------------- |
| 송현지구대 |      | 학산로 184  |          | 송현1동치안센터                              |
| 상인지구대 |      | 상인서로 36 |          | 상인2동치안센터 상인3동치안센터 도원치안센터 |
| 월배지구대 |      | 월배로 108  |          | 유천치안센터                                 |
| 월성파출소 |      | 월성로 69   |          |                                              |

## 같이 보기
- 대구광역시지방경찰청